# Phascogale calura
Phascogale calura é uma espécie de marsupial da família Dasyuridae.
- Nome Popular:  Fascogale-de-cauda-vermelha ou Wambenger

- Nome Científico: Phascogale calura (Gould, 1844)

## Características
O Fascogale-de-cauda-vermelha é menor e mais amarronzado do que seu parente próximo. A parte superior é cinza e marrom, o ventre branco. Na cauda a primeira metade superior é vermelha, a segunda é coberto de pelos pretos longos, as orelhas são finas e na cor vermelha; Mede cercas de 9–12 cm e a cauda de 12–15 cm, pesa cerca de 38-70 gramas;
A espécie foi descrita em 1844 pelo naturalista John Gould.

## Hábitos alimentares
Tem uma dieta variada, e pode alimentar-se de insetos, aranhas, mas tambem de pequenas aves e pequenos mamíferos, como o rato de casa (Mus musculus), não bebe água, é mantida através de sua alimentação;

## Características de reprodução
Os machos morrem após o acasalamento, as fêmeas após obter uma gestação de 28-30 dias, nascem 13 filhotes, mas apenas 8 sobrevive agarrando as tetas da mãe; os filhotes são idependentes, após quatro meses;

## Habitat
Vive no deserto e regiões áridas do sudoeste da Austrália;

## Distribuição Geográfica
Sudoeste da Austrália Ocidental; Antigamente no Território do Norte, Austrália Meridional, Noroeste de Victoria, Sudoeste de Nova Gales do Sul, mas provavelmente extinto em todos os lugares exceto na Austrália Ocidental;